# Fred Schaus
Pour les articles homonymes, voir Schaus.
Fred Schaus (né le 30 juin 1925 à Newark, Ohio et décédé le 10 février 2010) est un ancien joueur, entraîneur de basket-ball et directeur athlétique des Mountaineers de la Virginie-Occidentale, dans les équipes NBA des Pistons de Fort Wayne et des Knicks de New York, general manager et entraîneur des Lakers de Los Angeles, entraîneur de l'université Purdue et membre du NCAA Basketball Committee.

## Biographie
Schaus intégra l'université de Virginie-Occidentale et l'équipe des Mountaineers de la Virginie-Occidentale, devenant le joueur le plus rapide à atteindre la barre des 1 000 points (1009). Il fut élu All-American en 1949.
Schaus quitta les Mountaineers et rejoint les Pistons de Fort Wayne lors de la saison 1949-1950. Il inscrivit 14,3 points par match lors de cette première saison, puis 15,3 points par match la saison suivante, sa meilleure performance en carrière. Il participa au premier NBA All-Star Game, inscrivant huit points pour l'équipe de l'Ouest. Par la suite, il réalisa des moyennes de 14,1 points par match en saison NBA 1951-1952, puis redescendit en 1953 à 10,1 points par match.
Il fut transféré aux Knicks de New York au cours de la saison 1953-1954, terminant sa carrière NBA lors de cette saison-là avec une moyenne de 7,1 points.
À l'issue de sa carrière NBA, Schaus revint à l'université de la Virginie-Occidentale afin d'entraîner l'équipe. Lors de sa première saison, il mena les Mountaineers à un bilan de 19 victoires - 11 défaites, se qualifiant pour le tournoi final NCAA. Lors des cinq saisons suivantes, il réussit un excellent bilan de 127 victoires - 26 défaites (83,1 %), incluant cinq participations consécutives au tournoi final NCAA. Il quitta WVU sur une défaite en finale NCAA en 1959 face au Golden Bears de la Californie 71-70.
En 1960, il rejoint alors les Lakers de Los Angeles, retrouvant la star de WVU, Jerry West. Schaus mena les Lakers à sept participations consécutives aux playoffs, puis il quitta le banc de touche pour devenir general manager des Lakers. Il construisit l'équipe des Lakers qui réalisa le record de 33 victoires consécutives et à un titre de champions NBA en 1972. 
Il retourna entraîner en NCAA l'équipe de Purdue réalisant un bilan de 105 victoires - 59 défaites, se qualifiant pour les finales du National Invitation Tournament (NIT) en 1974. IL est devenu le seul entraîneur à avoir atteint à la fois les finales NIT, les finales NCAA et les finales NBA. 
En 1981, Schaus retourna à WVU afin de devenir « directeur athlétique ».